# Aus allen Zonen
Aus allen Zonen (mit dem Untertitel: Bilder aus den Missionen der Franziskaner in Vergangenheit und Gegenwart) ist eine deutsche Buchreihe zu den Missionen der Franziskaner, die seit 1911 im Verlag der Paulinus-Druckerei in Trier (später auch Werl) erschien. 
Der 1. Band war Quer durch Afrika. Reisen und Abenteuer des Franziskanerbruders Peter Farde von Gent in den Jahren 1686–1690 des Paters Dajetan Schmitz (OFM). 1940 soll ihr 27. Band erschienen sein.

## Bände (Auswahl)
- 1.	Quer durch Afrika. Reisen und Abenteuer des Franziskanerbruders Peter Farde von Gent in den Jahren 1686–1690. Schmitz, Dajetan. 1911
- 2. Mongolenfahrten der Franziskaner im 13. Jahrhundert. Schlager, Patricius. 1911
- 3. Die Missionsarbeit der Franziskaner in der Gegenwart. Groeteken, Friedrich Albert. 1911
- 4. P. Viktorin Delbrouck, ein Blutzeuge des Franziskanerordens aus unseren Tagen. Wegener, Rembert. 1911
- 6. Die Christenverfolgung in Nord-Schansi <China> im Jahre 1900. Völling, Arsenius. 1911
- 7. Nach Cochinchina: d. Missionsreise d. Valerius Rist. Schlund, Erhard. 1911
- 8. Der heilige Franziskus Solanus : Apostel von Peru und Tucuman: (1549–1610). Hellinghaus, Ida. 1912
- 9. Msgr. Theotimus Verhaeghen O. F. M., ein Märtyrerbischof der Gegenwart. Wörmann, Elisabeth. 1911
- 10. Die deutschen Franziskaner in Brasilien. Elsner, Salesius. 1912
- 11. Der selige Johannes von Triora : ein Märtyrer aus dem Anfang des 19. Jahrhunderts. Schwester, Maria Paula. 1912
- 12. Mit dem seligen Odorikus von Pordenone nach Indien und China. Schlager, Patricius. 1912
- 13. Die Franziskaner in Japan einst und jetzt. Böhlen, Hippolytus. 1912
- 14. Fünfzig Jahre unter den Indianern Mexikos. Nach dem Vlämischen des P. Bartholomäus Verelst. Wörmann, Elisabeth. 1912
- 15.–16. Im Osten Bolivias. Mit zwei Kärtchen. Klein, Damianus. 1913
- 17. An der Pforte des Todes : Lebens des Indianer-Missionars P. Emmanuel Crespel O. F. M.; Boes, Johannes-Berchmanns. 1913
- 18. Der Franziskaner Johannes von Zumárraga erster Bischof und Erzbischof von Mexiko – Ein Lebensbild im Zeitalter der Entdeckungen. Schwethelm, P. Hermann. 1913
- 19. Im heiligen Lande! Erlebnisse des Franziskaner-Missionars P.Salvius Obermayr. Schlund, Erhard. 1913
- 20. Im Reiche des Negus vor 200 Jahren : Missionsreise d. Franziskaner nach Abessinien von 1700 bis 1704 ; Nach d. Tagebuch d. Missionars P. Theodor Krump. Wilke, Leonhard. 1914
- 21. Briefe aus Indien : Bilder aus der Missionstätigkeit der Franziskanerinnen Missionärinnen Mariens. Schlager, Patricius. 1914
- 26. Die Franziskaner im Reiche der Mitte. Ein Überblick über die Franziskanermissionen Chinas vom Mittelalter bis zur Gegenwart. Maas. Werl: Verlag der Franziskus-Druckerei, 1939